# Marta Hoepffner

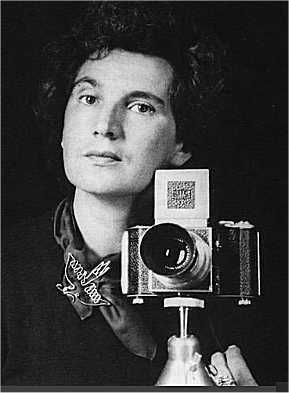
Marta Hoepffner (1943)

Marta Hoepffner (* 4. Januar 1912 in Pirmasens; † 3. April 2000 in Lindenberg im Allgäu) war eine deutsche Fotografin. Hoepffner ist auch Namensgeberin des seit 2002 verliehenen „Marta Hoepffner Preises für Fotografie“.

## Leben
Marta Hoepffner wuchs in Pirmasens in einem gutbürgerlichen Elternhaus auf, zum familiären Umfeld zählte Hugo Ball, einer der Mitbegründer der Dada-Bewegung. Die Eltern förderten die zeichnerische und malerische Begabung, im Lyzeum entwickelte Marta Hoepffner eine Vorliebe für naturwissenschaftliche Fächer.
1927 übersiedelte die Familie nach Frankfurt am Main. Von 1929 bis 1933 studierte Marta Hoepffner an der Frankfurter Kunstschule, der späteren Städelschule, bei Willi Baumeister Malerei, Grafik und Fotografie. Sie schloss sich dem „Bund Das Neue Frankfurt“ des Projekts Neues Frankfurt an. Dort lernte sie Ella Bergmann-Michel und Friedel Dehnhardt kennen, mit denen sie ein Leben lang freundschaftlich verbunden blieb. Mit der Machtübernahme der Nationalsozialisten und der ideologischen Gleichschaltung der Kunstinstitute wurde Willi Baumeister die Dozentur an der Kunstschule entzogen. Marta Hoepffner brach das Studium ab und gründete 1934 die „Werkstätte für künstlerische Fotoaufnahmen“. 1937 erhielt sie eine Ausnahmezulassung ohne Lehre und Gesellenprüfung zur Meisterprüfung. In diesem Kontext entstanden erste Farbfotografien mit dem Duxochromverfahren von Herzog. Bildgeschichten für Das Illustrierte Blatt sowie Porträtaufnahmen, unter anderem von Soldaten und Personen des öffentlichen Lebens, sicherten den Lebensunterhalt.

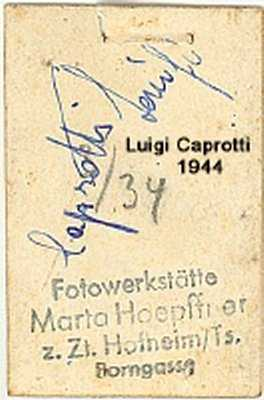

Als ihr Atelier in Frankfurt am Main 1944 den Bomben zum Opfer fiel, waren ihre experimentellen Arbeiten und die fototechnische Ausrüstung bereits nach Hofheim am Taunus ausgelagert. Wichtige Negative trug sie ständig bei sich. In Hofheim am Taunus konnte sie ein provisorisches Atelier und Labor einrichten, auch fanden sie und ihre Familie dort eine Bleibe. In den unmittelbaren Nachkriegsjahren entwickelten sich Bekanntschaften und Freundschaften mit Ida Kerkovius, Max Ackermann, Heinrich Wildemann im Stuttgarter Kreis um Willi Baumeister; in Hofheim am Taunus mit Hanna Bekker vom Rath, Marie-Luise Kaschnitz, Ernst Wilhelm Nay und Karl Schmidt-Rottluff. Erste Ankäufe ihrer fotokünstlerischen Arbeiten erfolgten durch den Sammler Erich Stenger.
Im Jahre 1949 trug eine erste Gesamtausstellung im Frankfurter Kunstverein dazu bei, das Schaffen der jungen Künstlerin in dieser Phase des kulturellen Neuaufbaus bekannt zu machen, und erregte ein breites publizistisches Echo. Gezeigt wurden frühe Experimente, Foto-Kompositionen, Abstraktformen und Fotogramme. Als Konsequenz dieser erfolgreichen Ausstellung gründete sie 1949 die „Fotoprivatschule Marta Hoepffner“ in Hofheim am Taunus. Das schulische Konzept dieser staatlich anerkannten privaten Fotoschule orientierte sich am Ideengut des Bauhauses und verknüpfte handwerkliche und künstlerische Aspekte. Das Domizil der Schule, eine geräumige Villa in der Kapellenstraße 4, lag gegenüber dem sogenannten „Blauen Haus“ der Kunstmäzenin und Sammlerin Hanna Bekker vom Rath. Die Foto-Privatschule galt als eine der erfolgreichsten privaten Fotoschulen in der Bundesrepublik. Marta Hoepffner betätigte sich auch publizistisch, sie veröffentlichte zahlreiche Artikel (Foto Prisma, Foto-Magazin, American Photography und anderen), die sich mit modernen fotografischen Gestaltungsformen und neuen Ausdrucksmöglichkeiten beschäftigen.
Hoepffner beteiligte sich in den folgenden Jahren an zahlreichen Ausstellungen, wie etwa 1951 an Otto Steinerts erster Ausstellung „subjektive fotografie“ in Saarbrücken, an den Jahresausstellungen der Gesellschaft Deutscher Lichtbildner (GDL) sowie den Photokina Bilderschauen. Im Verlauf der 1950er Jahre reiste sie mehrfach in das europäische Ausland, so entstanden Bildberichte für Westermanns Monatshefte mit Texten von Kasimir Edschmid und Ernst von Salomon. 1962 wurde Irm Schoffers, Meisterschülerin Marta Hoepffners, Lehrerin und Teilhaberin an der Fotoschule.
Ab Mitte der 1960er Jahre erzielte Marta Hoepffner große Aufmerksamkeit durch ihre lichtkinetischen Objekte, die sie als „Variochromatische Lichtobjekte“ bezeichnete. Avantgardefotos und Lichtobjekte waren in der Folgezeit in zahlreichen internationalen Ausstellungen vertreten.
1971 erfolgte der Umzug nach Kressbronn am Bodensee und 1975 die Aufgabe der Fotoschule.
Marta Hoepffner war Mitglied des Deutschen Werkbundes, berufenes Mitglied der Gesellschaft Deutscher Lichtbildner (GDL), des Bundes Bildender Künstler (BBK) sowie berufenes Mitglied des Bundes Freischaffender Foto-Designer (BFF). Sie verstarb am 3. April 2000 in Lindenberg im Allgäu.

## Werk
Mehr als fünf Jahrzehnte lässt sich die künstlerische Arbeit Marta Hoepffners verfolgen, die sich als Weg vom Lichtbild über die Lichtgrafik zum Lichtobjekt bezeichnen lässt.
Hoepffners künstlerisches Schaffen begann Mitte der 1930er Jahre. Im „Verborgenen“ entstanden erste fotografische Experimente, unter anderem surrealistische Fotomontagen, Kompositionen und Stillleben. Inspiriert durch die Klangwelt moderner Musik, etwa von Strawinsky und de Falla, realisierte sie abstrakte Schwarzweißfotogramme, bei denen selbst entworfene und gefertigte Schablonen Verwendung fanden.
Ihrem Lehrer Willi Baumeister und dem „technisch vermittelten Sehen“ László Moholy-Nagy folgend, knüpfte Marta Hoepffner an konstruktivistische Entwürfe an und erzielte eigene Konzeptionen distanzierter fotografischer Imagination, wobei sie sich stark an malerischen Vorbildern orientierte. In jenen Jahren schuf sie auch grafisch aufgefasste Landschaftsaufnahmen sowie ihre „abstrakten Formen in der Natur“: Strukturaufnahmen von Baumrinde, Spuren im Sand, Verfall von Holz, Fassaden usw. Über die Wiederholung rhythmischer Formen in der Natur unterhielt sie einen Briefwechsel mit dem Philosophen Ludwig Klages.
Zwischen 1939 und 1945 führte sie ihre fotografischen Experimente fort und wendete neue Techniken an. Sie arbeitete an streng gefügten und „malerisch verdichteten“ Kompositionen, die sie durch fototechnische Verfahren abstrahierte und in feinsten Grauabstufungen gestaltete.
Nach dem Zweiten Weltkrieg schuf sie ihre ersten Interferenzbilder in polarisiertem Licht, das heißt, Fotos von doppeltgelegten durchleuchteten Geweben und flüssigen Schichten bei Zwischenschaltung von Zeiss-Bernotar-Filtern. Es entstanden Schwarzweißfotogramme im polarisierten Licht: Abstrakte informelle Bilder, d. h. Papiermontagen und Kristallisationen auf Fotopapier oder unter Resopal.
Vor allem aber beschäftigte sich Marta Hoepffner seit Anfang der 1950er Jahre mit grundlegenden Studien zur Farbfotografie: Farb-Solarisationen, Farb-Relieffotografien und Farbfotogramme. Sie studierte die Newtonsche Farbenlehre und die Welt der Wellen und Strahlen. Seit 1958 arbeitete sie nur noch an kameralosen Bildern und konzentrierte sich fast ausschließlich auf das Medium „Licht als Quelle aller Farben“, wie sich Marta Hoepffner ausdrückte. Sie entfernte sich zunehmend von der abbildenden Fotografie und widmete sich ihren Farbfotogrammen in polarisiertem Licht.
Die Zerlegung des Lichts in Farben wurde ihr Anliegen; dabei ging sie über die Fotografie hinaus und entwickelte 1965 ihre ersten Variochromatischen Lichtobjekte: es entstehen stufenweise Farbänderungen der durchleuchteten Collagen (gegliederte farblose Transparenzstrukturen wie bei den Farbfotogrammen) zu den Komplementärfarben nach manueller oder motorischer Drehung einer Filterscheibe. Ab 1968 kreierte sie sowohl Lichtobjekte als auch Farbinterferenzbilder auf Colorpapier mit strukturarmen Bildelementen und reduzierten Farbintervallen.
Werke von Marta Hoepffner befinden sich in zahlreichen deutschen und internationalen öffentlichen Sammlungen.

## Ehrungen
- 1996 Maria Sibylla Merian-Preis für bildende Künstlerinnen in Hessen
- 1999 Staatspreis für Kunst – Sparte Fotografie des Landes Rheinland-Pfalz
- 2001 Gründung der Marta Hoepffner-Gesellschaft für Fotografie e. V.
- 2002 wird in Hofheim am Taunus erstmals der „Marta Hoepffner Preis für Fotografie“ verliehen

## Ausstellungen

### Einzelausstellungen
- 1949 Lebendiges Foto: Zeitgenössische Lichtbildkunst, Frankfurt am Main, Frankfurter Kunstverein
- 1950 Fotografik, Mailand, Circolo Fotografico Milanese
- 1970 Variochromatische Lichtobjekte und Farb-Fotogramme, Heidelberg, Kabinett Dr. Grisebach
- 1977 Foto-Experimente und Lichtkinetik 1936–1976, Vaduz, Centrum für Kunst
- 1979 Frühe Fotoexperimente und Farbphotogramme, Osthaus Museum Hagen
- 1981 Frühe Experimente: Fotografien 1929–1946, Berlin, Bauhaus-Archiv/Museum für Gestaltung
- 1983 Frühe Fotoexperimente, Houston/Texas, Benteler Galleries
- 1984 Fotografien und Lichtobjekte, Pfalzgalerie Kaiserslautern
- 1997 Lichtbilder – Bilder des Lichts: Marta Hoepffner – Fotokünstlerin und Pädagogin, Hofheim am Taunus, Stadtmuseum

### Ausstellungsbeteiligungen
- 1948 1. Grosse Ausstellung der Stuttgarter Photographischen Gesellschaft. Die Photographie 1948. Bildnerische Photographie, Photographik, Bildbericht, Photogramm. Stuttgart, Landesgewerbemuseum
- 1949 2ème Foire. Exposition de la Photo et du Cinéma d’Amateur. Ausstellung der Photo-Kino-Industrie 1949. Neustadt a.d. Haardt
- 1950–1958 Köln, Photokina Bilderschauen
- 1951 Subjektive Fotografie. Internationale Ausstellung moderner Fotografie. Saarbrücken, Staatliche Schule für Kunst und Handwerk
- 1967 Zauber des Lichts. Kunsthalle Recklinghausen
- 1969 7 Beiträge zur deutschen Kunst der Gegenwart. Osthaus Museum Hagen
- 1973 Licht und Kinetik, Konstanz, Kunstverein Konstanz
- 1980 La photographie expérimentale allemand entre 1918 et 1940. Paris, Centre Pompidou
- 1980 Das Imaginäre Photomuseum. Köln, Kunsthalle
- 1980 Avant-Garde Photography in Germany 1919 – 1939. San Francisco Museum of Modern Art
- 1983 Fotogramme. München, Fotomuseum im Münchener Stadtmuseum
- 1984 Das Aktfoto. Ansichten vom Körper im fotografischen Zeitalter. München, Fotomuseum im Münchener Stadtmuseum
- 1985 Das Selbstporträt. Lausanne, Musée cantonal des beaux-arts de Lausanne und Stuttgart, Württembergischer Kunstverein
- 1987 Deutsche Lichtbildner. Wegbereiter der deutschen zeitgenössischen Photographie. Köln, Museum Ludwig/Agfa Foto-Historama
- 1987 Staging the Self. Self-Portrait Photography 1940 – 1980. London, National Portrait Gallery
- 1988 Struktur und Geste. Informelle Malerei und Subjektive Fotografie in der deutschen Kunst der 50er Jahre. Aachen, Suermondt-Ludwig-Museum
- 1989 Das Foto als autonomes Bild. Experimentelle Gestaltung 1839–1989. Bielefeld, Kunsthalle und München, Bayerische Akademie der Schönen Künste
- 1989 subjektive fotografie. Der deutsche Beitrag 1948 - 1963. Stuttgart, Institut für Auslandsbeziehungen
- 1990 Fotogramm. Zürich, Kunsthaus
- 1997 Deutsche Fotografie. Macht eines Mediums 1870 – 1970. Bonn, Kunst- und Ausstellungshalle der Bundesrepublik Deutschland

### Posthume Ausstellungen
- 2000 Mode, Körper, Mode: Fotografien eines Jahrhunderts, Hamburg, Museum für Kunst und Gewerbe
- 2002 Das zweite Gesicht: Metamorphosen des fotografischen Porträts, München, Deutsches Museum
- 2003 Fotografie in der Pfalz I, Kaiserslautern, Pfalzgalerie Kaiserslautern
- 2007 The Heartbeat of Fashion: Werke aus der Sammlung F.C. Gundlach, Hamburg, Haus der Photographie/Deichtorhallen
- 2009 Nude Visions – 150 Jahre Körperbilder in der Fotografien, München, Münchner Stadtmuseum – Sammlung Fotografie
- 2019 Wege in die Abstraktion – Marta Hoepffner und Willi Baumeister, Friedrichshafen, Zeppelin Museum[4]